# Richard Bengtsson (byggmästare)
Richard Bengtsson, född 5 februari 1864 i Karlskoga, död 16 juli 1936 i Stockholm, var en svensk byggmästare och murmästare huvudsakligen verksam i Stockholm.

## Biografi

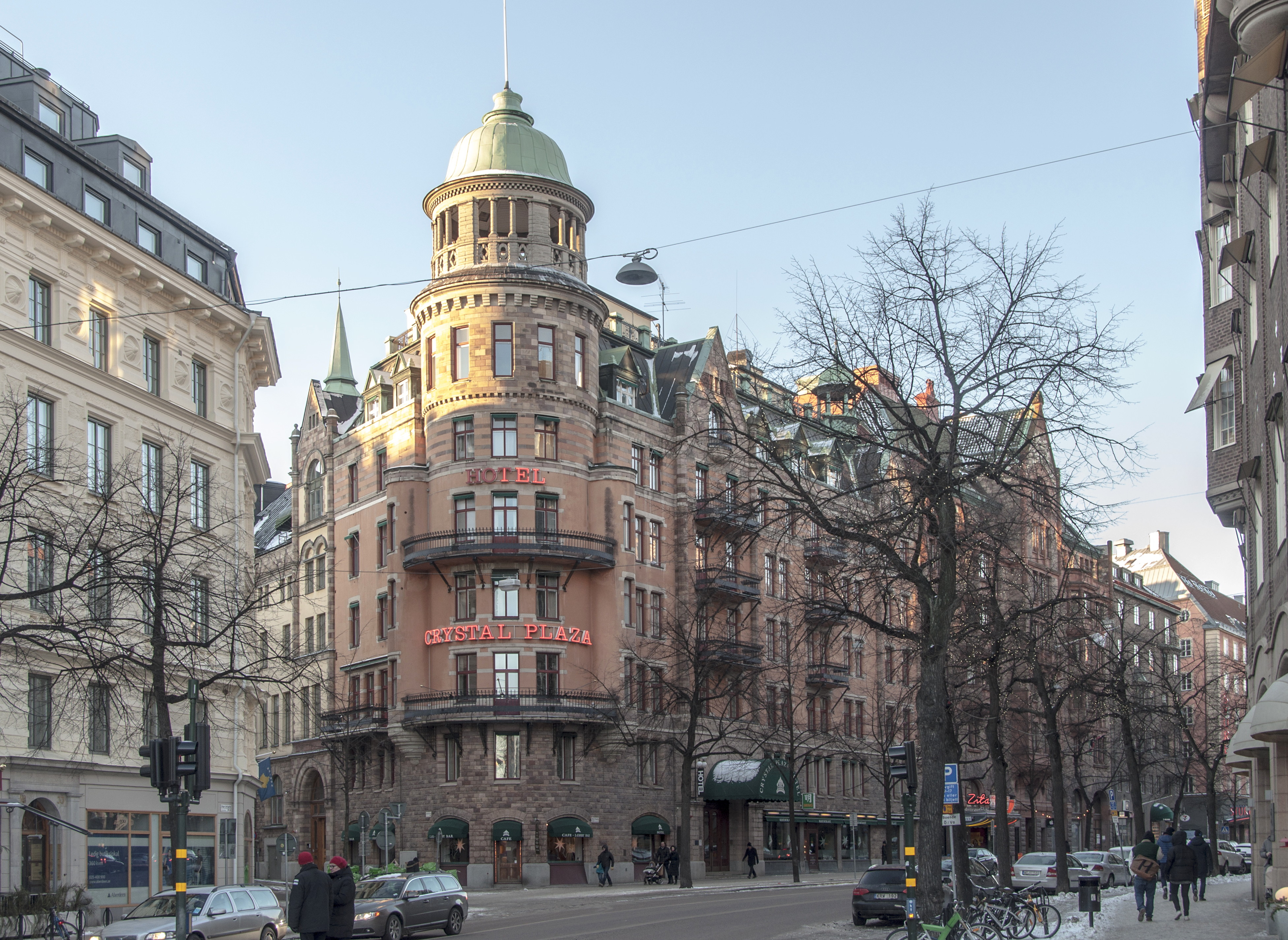
Hotel Crystal Plaza.

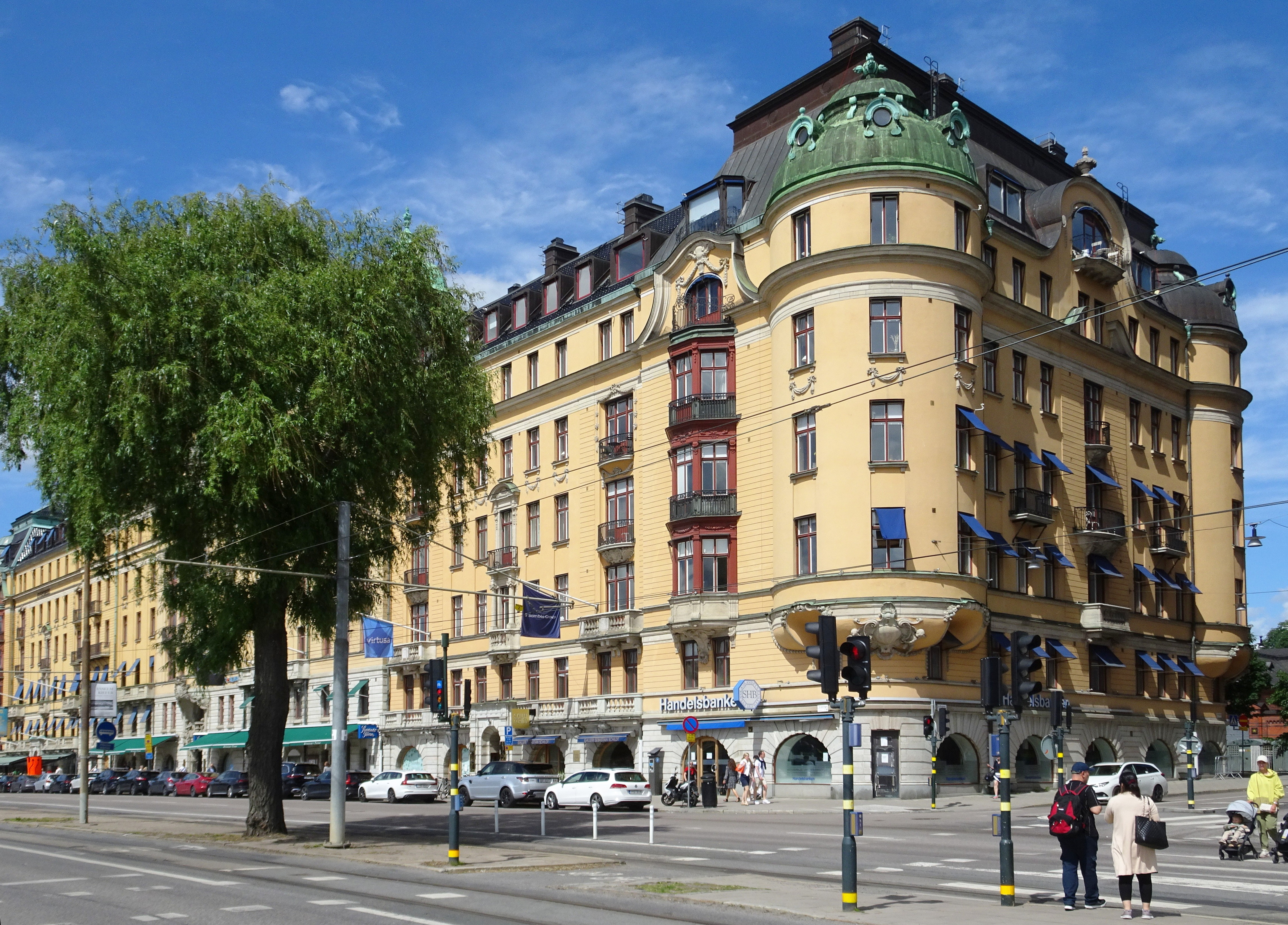
Bodarne 10.

Han var son till bruksmuraren Petter Bengtsson och Lovisa Andersson. Han började 1881 som murare i Stockholm, studerade 1887 vid Tekniska skolan och godkändes den 7 juni 1895 som byggmästare av Stockholms byggnadsnämnd. Bengtsson erhöll burskap 1903 och inträdde samma år i Murmestare Embetet i Stockholm som murmästare (nummer 192). Han var ledamot i Murareyrkesskolans styrelse 1901 och suppleant i Olycksfallskassans styrelse 1904 samt fullmäktige i Centrala Arbetsgivareförbundet från 1905.  Bengtsson fann sin sista vila på Norra begravningsplatsen där han gravsattes den 22 juli 1936 i familjegraven.

## Utförda arbeten (urval)
Tillsammans med byggmästaren C.E. Andersson uppförde han mellan 1889 och 1896 fem flerbostadshus i Stockholm innan han gjorde sig självständig 1899, bland dem Krabaten 9 i Kvarteret Krabaten på Östermalm som stod färdig 1896. Till hans egna uppdrag hör bland annat tuberkulospaviljongen vid S:t Görans sjukhus och Wallinska flickskolan. Tillsammans med AB Skånska Cementgjuteriet omnämns han även som byggmästare för fastigheten Bodarne 10 vid Strandvägen 5 (det östra huset i kvarteret Bodarne) som stod färdigt 1904. Efter ritningar av arkitekt Carl Alfred Danielsson-Bååk uppförde han 1910 bebyggelsen på fastigheten Italien större 14 (dagens Crystal Plaza Hotel), Birger Jarlsgatan 35 / Snickarbacken 2 på Norrmalm.

## Referenser

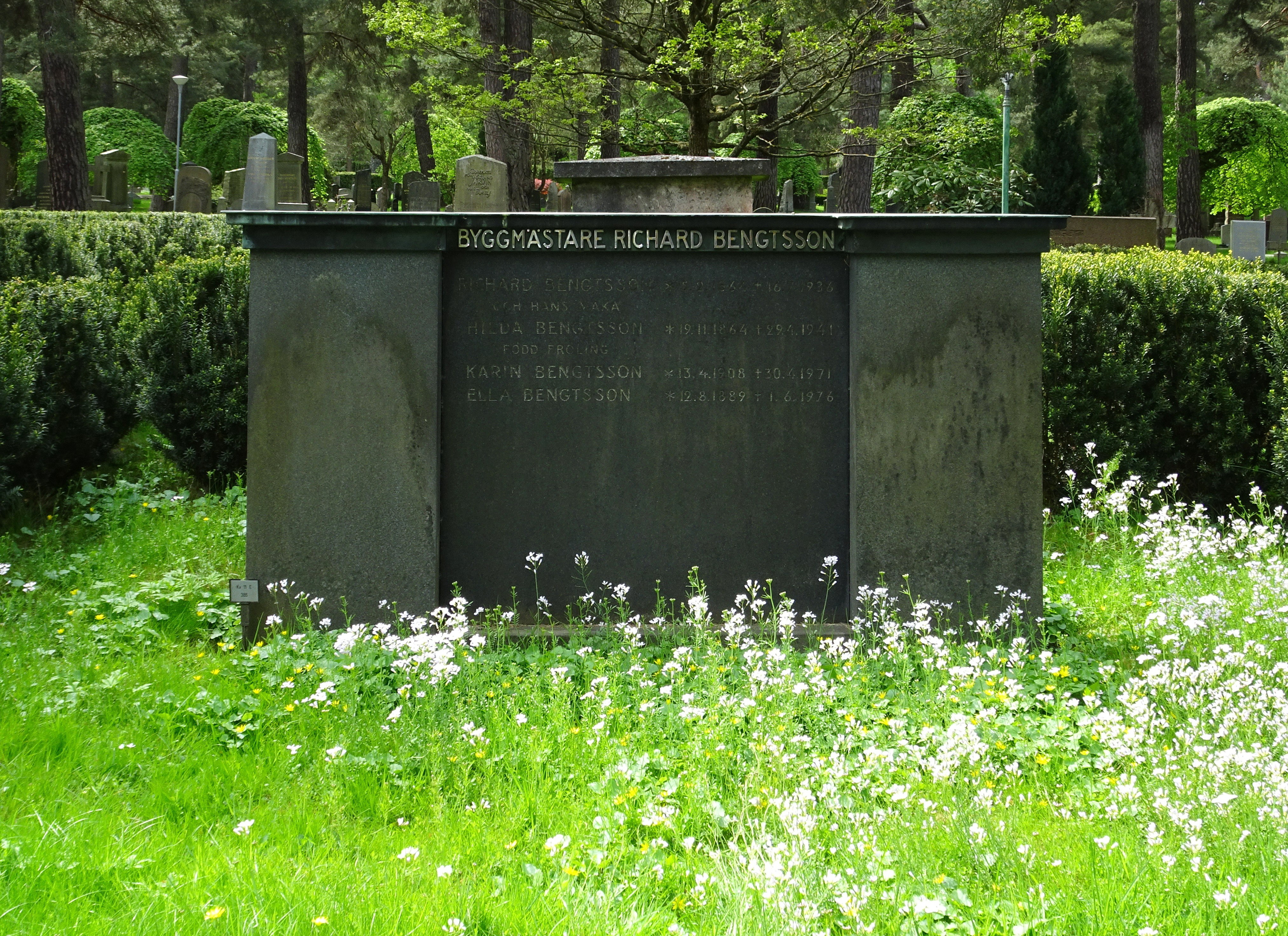
Richard Bengtssons familjegrav.